# Baie Zachtchitnaïa
La baie Zachtchitnaïa (russe : Бухта Защитная, finnois : Suomenvedenpohja) est une baie voisine de la baie de Vyborg dans la ville de Vyborg en Russie.

## Géographie

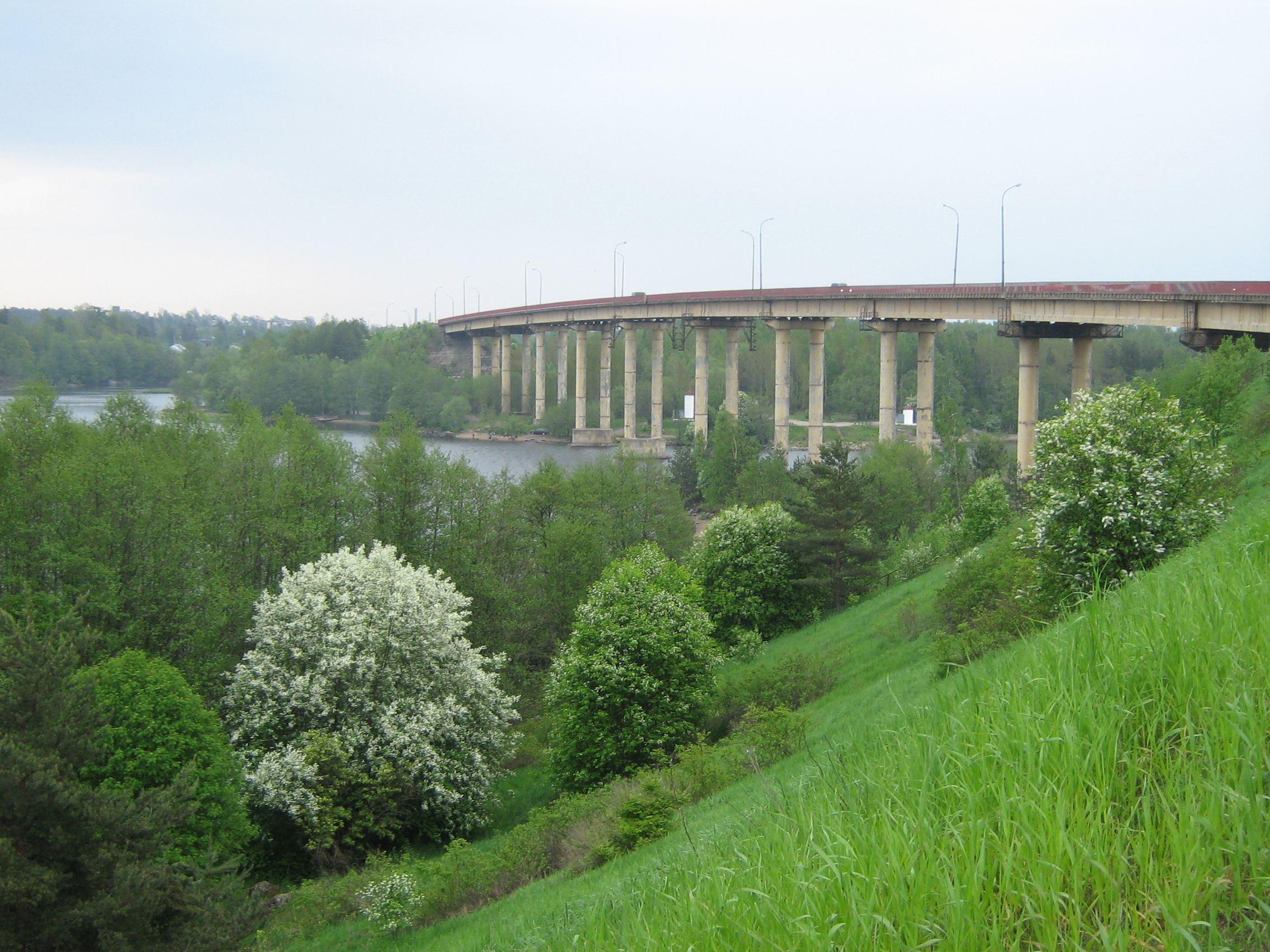
Kivisillansalmi (Пролив Гвардейский) est l'un des deux cours d'eau reliant la baie de Vyborg et la baie Zachtchitnaïa. Le cours d'eau vers le canal du Saimaa passe sous le pont.

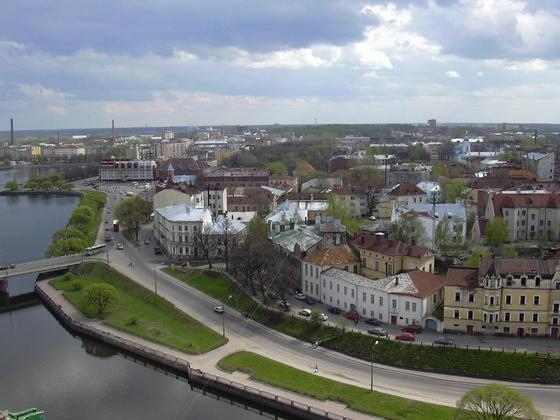
L'autre cours d'eau entre la baie de Vyborg et la baie Zachtchitnaïa

La baie est située dans l'oblast de Leningrad elle fait partie du golfe de Finlande (finnois : Suomenlahti) dans la mer Baltique. 
La baie a 9 km de longueur et 1,5 km de largeur pour une superficie d'environ 10 km2.

### Les îles
La baie Zachtchitnaïa est séparée de la baie de Vyborg par l’île Linnasaari.
À l'est de Linnasaari dans le détroit de Kivisillansalmi (fi) coule une voie d'eau menant au canal du Saimaa.
Au nord-est de Linnasaari se trouve le manoir de Monrepos et sur la partie opposée de la baie au sud se trouve le centre historique de Vyborg.
Dans la baie se trouvent entre autres îles Bylinny (russe : остров Былинный), Dvojnik (russe : остров Двойник) et Zamkovyj (russe : Замковый остров) sur laquelle est bâti le château de Vyborg,.

### La voie d'eau
Dans la baie Zachtchitnaïa s'écoule à travers le lac Juustilanselkä (fi) une ancienne branche de la Vuoksi qui, il y a longtemps, servait de voie navigable entre Viipuri, Käkisalmi et le lac Ladoga,.
À la suite du rebond post-glaciaire le lit du cours d'eau s’assèche progressivement.
Ainsi, au XVIIe siècle, on ne peut déjà plus naviguer avec des grands bateaux, car une proportion croissante des eaux de la Vuoksi s'écoule par sa branche de Käkisalmi. 
Finalement, la branche occidentale de la Vuoksi s'assèchera totalement en 1857 quand on percera l'isthme de Kiviniemi (en) à Sakkola (fi) donnant à la Vuoksi sa voie d'écoulement principal actuel dans la Taipaleenjoki,.
Losevo, Leningrad Oblast

## Histoire
Avant 1944, la baie Suomenvedenpohja est située dans la ville de Viipuri en Finlande.
Au Moyen Âge, un bras de la rivière Vuoksi s'écoule dans la baie Suomenvedenpohja.
Il s'est asséché progressivement du XVIIe au XIXe siècle à la suite du rebond post-glaciaire.
Il sera complètement sec, en 1857, quand se formèrent les rapides de Kiviniemi à Losevo (russe : Лосево), finnois : Kiviniemi) et quand la rivière rivière Bournaïa devint la branche principale de la Vuoksi.

## Sources
- Carte
- Carte du Monrepos
- Etude historique des villages entourant la baie de Suomenvedenpohja